# Denis Lemyre
Denis Lemyre (ur. 16 stycznia 1968 w Paryżu) – francuski kolarz torowy, brązowy medalista mistrzostw świata.

## Kariera
Największym sukcesem w karierze Denisa Lemyre'a jest zdobycie razem z Frédérikiem Lancienem brązowego medalu w wyścigu tandemów podczas mistrzostw świata w Stuttgarcie w 1991 roku. Pięć lat wcześniej Denis zdobył złoty medal w sprincie indywidualnym na mistrzostwach świata juniorów, a w 1987 roku był drugi w sprinterskich zawodach w Kopenhadze. Ponadto w 1990 roku zdobył brązowy medal mistrzostw Francji w wyścigu na 1 km. Nigdy nie startował na igrzyskach olimpijskich.